# Complementaridade do buraco negro
A complementaridade do buraco negro é uma solução conjectural para o paradoxo da informação em buracos negros proposta por Leonard Susskind e Gerard 't Hooft.
Desde que Stephen Hawking sugeriu que a informação é perdida em um buraco negro em evaporação, uma vez que quando esta atravessa o horizonte de eventos, ela é inevitavelmente destruída pela singularidade e que isto pode transformar estados quânticos puros em estados mistos, alguns físicos se perguntaram se uma teoria completa da gravidade quântica seria capaz de conservar a informação com uma evolução unitária do tempo. Mas como isto poderia ser possível se a informação não pode escapar do horizonte de eventos mais rápido que a luz? Esta abordagem parece descartar a radiação Hawking como o vetor da informação perdida. Ela também aparece tal como se a informação não pudesse ser "refletida" no horizonte de eventos, considerando que não há nada de especial nele localmente.
Leonard Susskind propôs uma resolução radical deste problema afirmando que a informação é refletida no horizonte de eventos e atravessa o horizonte de eventos sem poder então escapar, e o problema da questão é que nenhum observador pode confirmar os dois acontecimentos simultaneamente. De acordo com um observador externo, a dilatação infinita do tempo no horizonte de eventos faz com que leve um tempo infinito para atingir o horizonte de eventos. Ele também postulou um horizonte estendido, que é uma membrana situada a uma unidade de comprimento de Planck acima do horizonte de eventos, sendo essa membrana física e quente. Na perspectiva de um observador externo, a informação que cai no buraco negro aquece o horizonte de eventos, que então re-irradia essa informação como radiação Hawking, processo em que a evolução completa é unitária. No entanto, de acordo com um observador sendo atraído pelo buraco negro, nada de especial ocorre no horizonte de eventos em si, e tanto o observador quanto a informação atingirão a singularidade. Isto não quer dizer que há duas cópias da informação nesse cenário — uma sobre ou logo acima do horizonte de eventos, e outra dentro do buraco negro — levando em conta que isto violaria o teorema da não-clonagem. Ao invés disto, um observador só é capaz de detectar a informação no horizonte em si ou dentro do buraco negro, mas nunca em ambos simultaneamente. A complementaridade é uma característica da mecânica quântica de observadores sem movimento, e Susskind propôs que ambos os cenários são complementares no sentido quântico.
De modo interessante, um observador sendo atraído pelo buraco negro verá o ponto de entrada da informação localizado no horizonte de eventos, enquanto o observador externo notará a informação se espalhar uniformemente sobre toda a membrana antes de ser re-irradiada.
Para um observador sendo atraído pelo buraco negro, a informação e a entropia atravessa o horizonte de eventos sem que nada de estranho aconteça. Para um observador externo, a informação e a entropia é absorvida pela membrana, que age como um fluido dissipador com entropia, viscosidade e condutividade elétrica (ver paradigma da membrana). Este horizonte estendido conduz a informação com carga elétrica superficial que se espalha rapidamente acima do horizonte de eventos.
A simetria global não existe na gravitação quântica. O número bariônico é violado, mas apenas em escalas muito diminutas, e o próton possui uma meia-vida muito longa. Mas com uma resolução do tempo curta o bastante, observa-se que o próton oscila entre diferentes números bariônicos e a deformação do tempo próxima ao horizonte maximiza este efeito. De maneira alternativa, as altas temperaturas do horizonte estendido provocam o decaimento do próton. Mas um observador sendo atraído para o buraco negro não possui tempo para observar o decaimento do próton.